# بیمارستان کودکان آلبرت هی
بیمارستان کودکان آلبرت هی (به انگلیسی: Alder Hey Children's Hospital) بیمارستانی سرویس سلامت همگانی (ان اچ اس) در شهر مرزیساید بریتانیا است که در ۱۹۱۴ میلادی ساخته شد و دارای ۳۰۹ تخت است.